# Ordine del Sole di Alessandro
L'Ordine del Sole di Alessandro (detto anche Nishan Iskander-Salis) fu un'onorificenza concessa dall'Emirato di Bukhara.

## Storia
L'onorificenza venne istituita ufficialmente nel 1894 per commemorare la figura dello zar Alessandro III di Russia e come tale venne prevista in concessione unicamente agli alti ufficiali di stato russi che si fossero resi benemeriti nei confronti dell'emirato di Bukhara.

## Classi
- Cavaliere di I classe
- Cavaliere di II classe
- Cavaliere di III classe

## Insegne
- La placca dell'ordine era realizzata in forma di stella raggiante a otto punte in oro. Il cerchio centrale, smaltato in rosso e in blu, accoglieva in mezzo un triangolo realizzato in diamanti (la forma del triangolo è la lettera "A" in russo), sotto la quale si trova un piccolo cerchio con il numero 3 in numeri arabi.
- Il nastro dell'ordine, secondo le fonti più accreditate, era di colore blu piano.

## Insigniti notabili

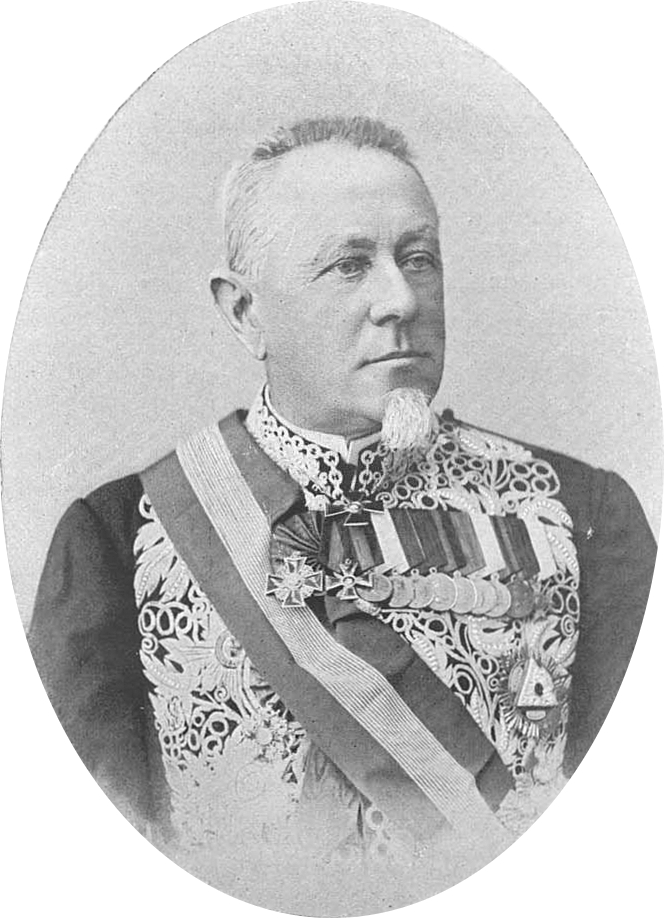
Il principe Michail Ivanovič Khilkov, con la placca dell'ordine

- Nicola II di Russia
- Michail Aleksandrovič Romanov
- Sergej Jul'evič Vitte
- Pëtr Arkad'evič Stolypin
- Vladimir Aleksandrovič Suchomlinov
- Michail Ivanovič Dragomirov
- Aleksandr Aleksandrovič Mosolov
- Aleksandr Fëdorovič Roediger
- Aleksej Andreevič Polivanov
- Georgij Dmitrievič Šervašidze
- Pavel Ivanovič Miščenko
- Michail Ivanovič Khilkov